# Geibeltbad Pirna

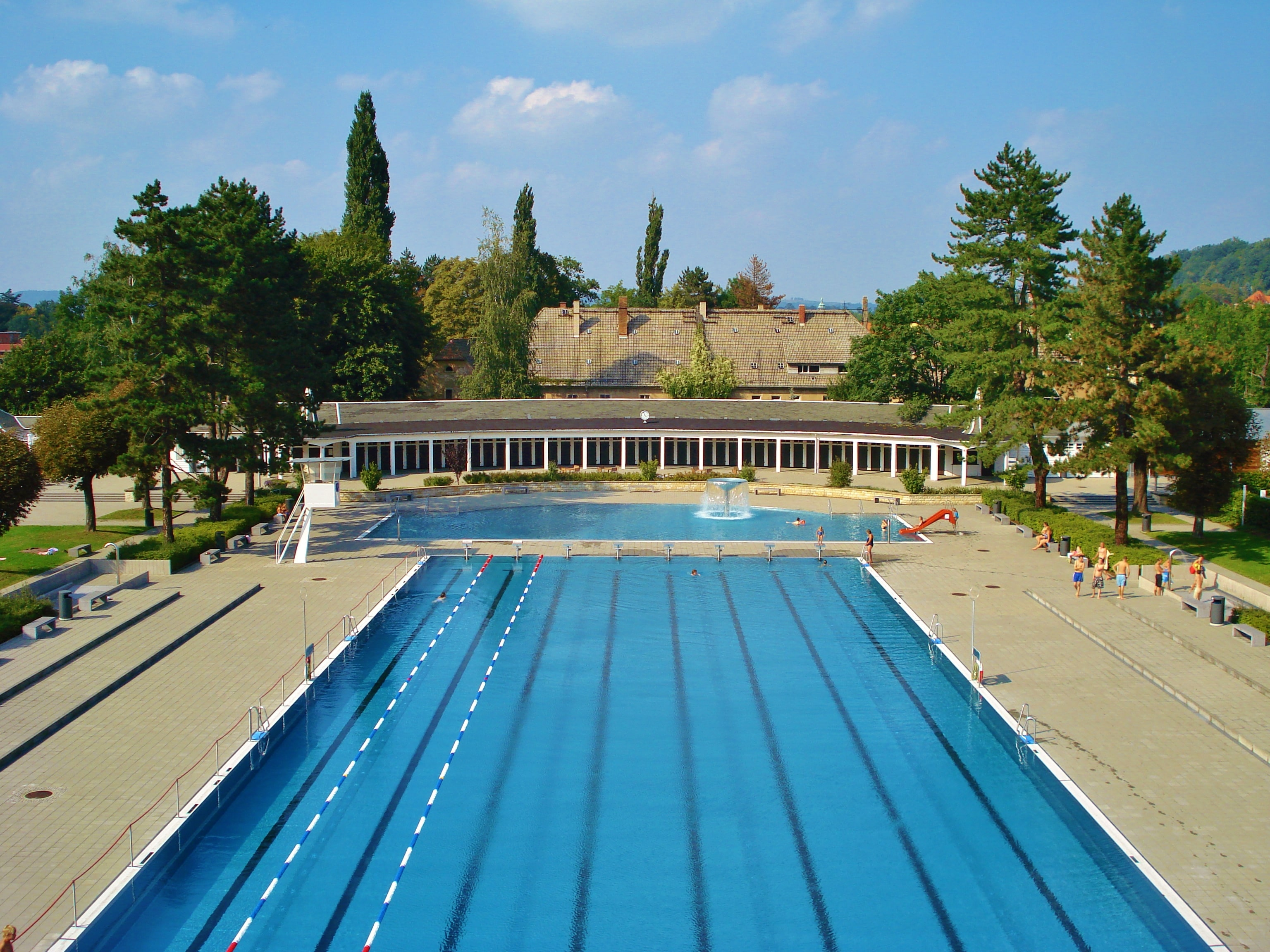
Das 50-m-Sportbecken des Geibeltbads Pirna

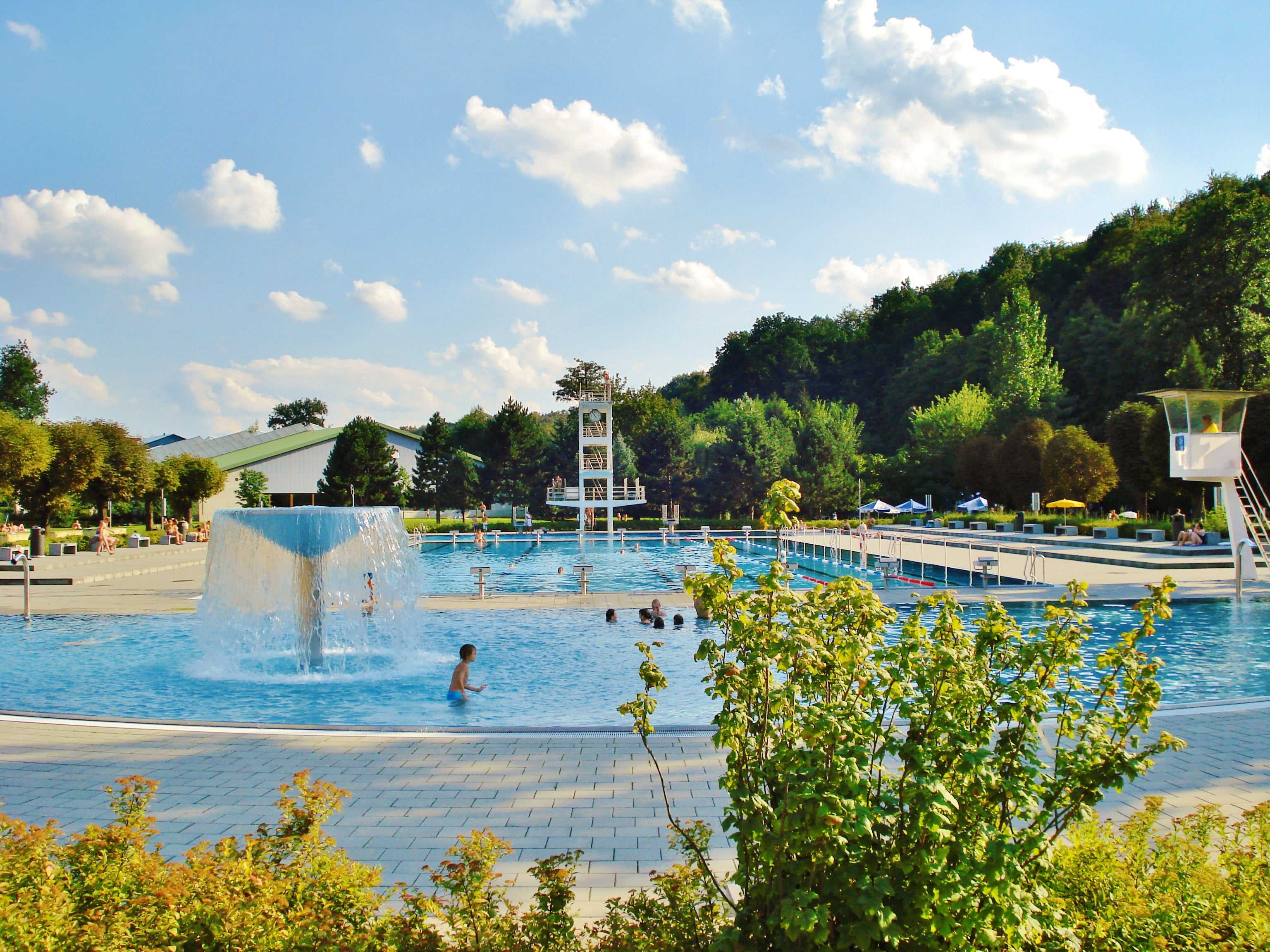
Das Nichtschwimmer-Becken des Geibeltbads Pirna

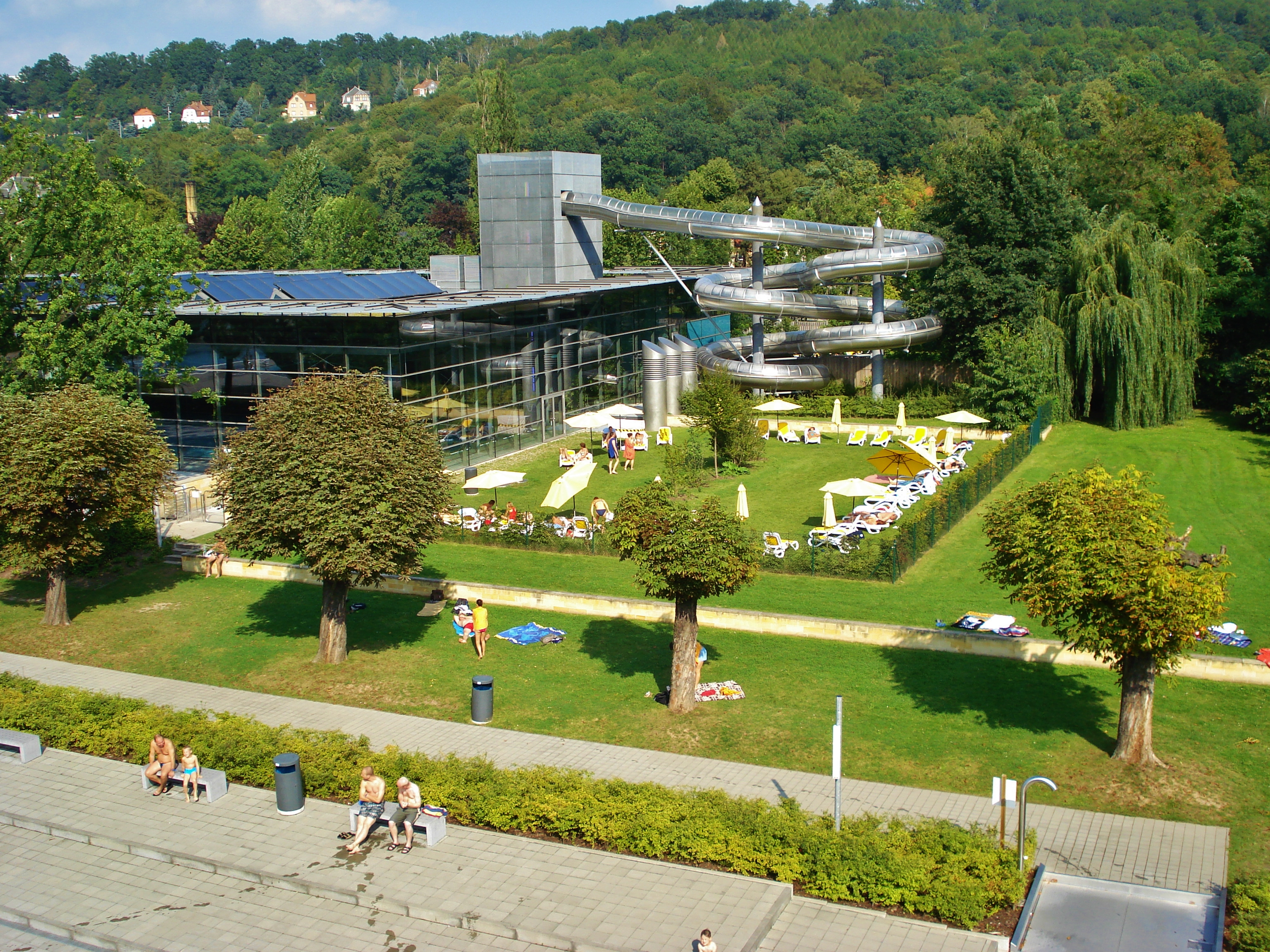
Die 100-m-Riesenrutsche des Geibeltbads Pirna

Das Geibeltbad Pirna ist ein Freibad mit angeschlossenem Hallenbad in Pirna. Es liegt in der Südvorstadt im Gottleubatal zwischen Viehleite und Kohlberg und wird von den Stadtwerken Pirna betrieben.

## Geschichte
Das Freibad wurde aus Mitteln der Geibelt-Stiftung erbaut und am 20. Juni 1937 fertiggestellt. Im Jahr 1950 fanden im Geibeltbad die 62. Deutschen Schwimmmeisterschaften statt. Zwischen 2001 und 2002 wurde das Freibad umfassend saniert und erweitert. Gleichzeitig wurde in unmittelbarer Nachbarschaft zwischen 2000 und 2001 ein neues Hallenbad mit Sport- und Erholungscharakter errichtet, um das Freizeitangebot um ein Ganzjahresangebot zu erweitern und den Bäderbetrieb wirtschaftlicher betreiben zu können. Die Kosten beliefen sich auf ca. 38 Millionen DM, davon entfielen ca. 6 Millionen DM auf die Sanierung des Freibadbereiches. Am 27. Oktober 2005 wurde das Geibeltbad mit dem IOC/IAKS Award in Bronze, einem internationalen Architekturpreis für Sportstätten des Internationalen Olympischen Komitees (IOC) und der Internationalen Vereinigung Sport- und Freizeiteinrichtungen (IAKS) ausgezeichnet.
Das Bad war 2017 Drehort für das „Johannstädter Freibad“ im Tatort: Déjà-vu.

### Besucherzahlen
- 2008: 219.545, darunter 17.216 Freibadgäste
- 2009: 227.706, darunter 18.000 Freibadgäste
- 2010: 229.361, darunter 21.400 Freibadgäste
- 2011: 229.673, darunter 15.463 Freibadgäste
- 2012: 265.664, darunter 18.652 Freibadgäste
- 2013: 295.994, darunter 33.849 Freibadgäste
- 2014: 258.609, darunter 18.824 Freibadgäste

- 2015: 275.527, darunter 37.300 Freibadgäste

- 2016: 239.807, darunter 19.623 Freibadgäste

Quelle: Leitbildberichte der Stadt Pirna

## Ausstattung

### Freibad
Im Freibad gibt es ein 8×50-m-Schwimmbecken (2.000 m³), ein Nichtschwimmer-Becken (250 m³) und einen 10-m-Turm mit 1-m- und 3-m-Sprungbrettern sowie 5-m-Bühne samt dazugehörendem Becken mit 850 m³ Fassungsvermögen. Dazu ist im Ost- und Westteil des Bades je ein Kinderbecken zu finden. Auf der ehemaligen Liegewiese ist ein Plansch- und Matschbecken aufgebaut worden. Im Planschbecken sind mehrere kleine Fontänen zu finden. Alle Außenbecken sind beheizbar.
Das Geibeltbad verfügt über im Stil der 1930er Jahre aufgebaute Kabinenbereiche, die sich zwischen alten und neuen Eingangsbereichen erstrecken. Des Weiteren sind mehrere Spielplätze vorhanden, sowie Gacetto, Spinne, Kletterstangen, Tischtennisplatten und zwei wettkampfgerechte Beachvolleyballplätze, auf denen Ende August 2007 die Sachsenmeisterschaften ausgetragen wurden.
Die Außenanlage hat ein Fassungsvermögen von etwa 5000 Besuchern. Bei Hitzeperioden im Sommer kann es dazu kommen, dass sich bis zu 2500 Besucher im Bad aufhalten.

### Freizeitbad
Das Freizeitbad ist zugleich Hallenbad, Wellnessbad und Saunabad. Das Schwimmbecken ist 25 m lang und hat ein 34 °C warmes und ein 15 °C warmes Becken. Das Nichtschwimmerbecken hat Massagedüsen und Nackenstrahler. Daneben gibt es ein Dampfbad, das die Besonderheit hat, im Bad zentral und offen gelegen zu sein. Das Besondere an der 100-m-Riesenrutsche ist, dass diese komplett aus Edelstahl hergestellt ist und man von innen nach außen sehen kann. Bei anderen geschlossenen Rutschen kann die geschlossene, nicht durchsichtige Röhre zu Raumangst führen. 

### Sauna
Es gibt im Geibeltbad Pirna sechs verschiedene Saunen: zwei klassische Saunen, die allesamt auch gleich 80 °C bis 100 °C  bieten, eine Niedrigtemperatur-/Biosauna mit 50 bis 60 °C, einen Wärmeraum mit 30 bis 45 °C und eine finnische Kelo-Sauna mit 500 Jahre altem Kiefernholz. Es gibt zwei Dampfbäder mit 100 % Luftfeuchtigkeit und 40 bis 45 °C sowie ein Sole-Inhalationsbad mit feuchten Dämpfen und einer Temperatur von 45 °C. Im Tepidarium befinden sich die Wärmeräume mit Wasserrinnen und kalten Wasserbecken und eingebauten Ruheräumen.  Außen findet man in der freien Aula einen Saunagarten.

### Gastronomie
Es gibt am Haupteingang ein Restaurant und im Freibad eine Imbiss-Terrasse, die beide über eine gute Aussicht verfügen. Im Tepidarium befindet sich eine Vitamin-Getränkebar.

## Galerie

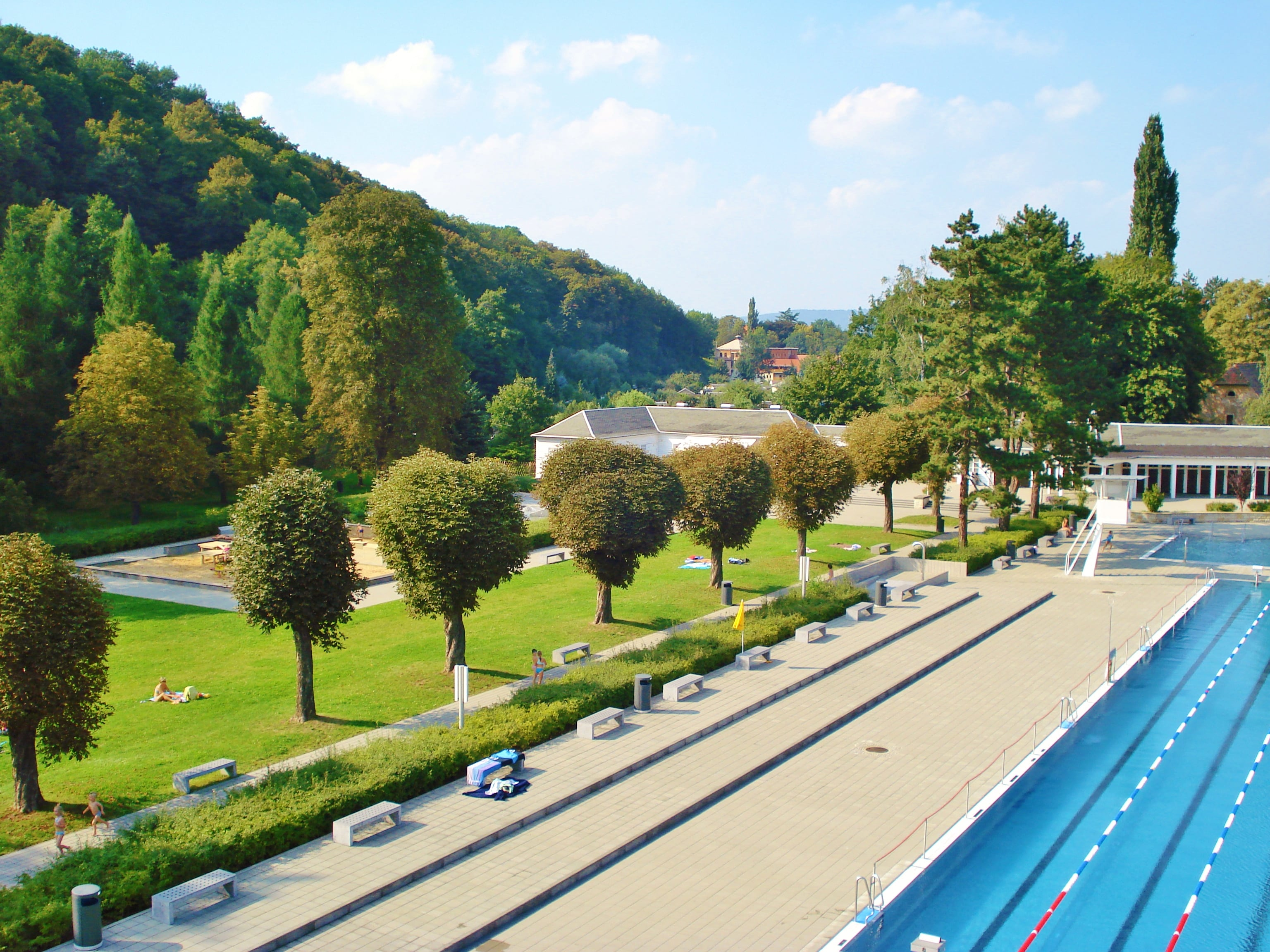
Zuschauerbereich
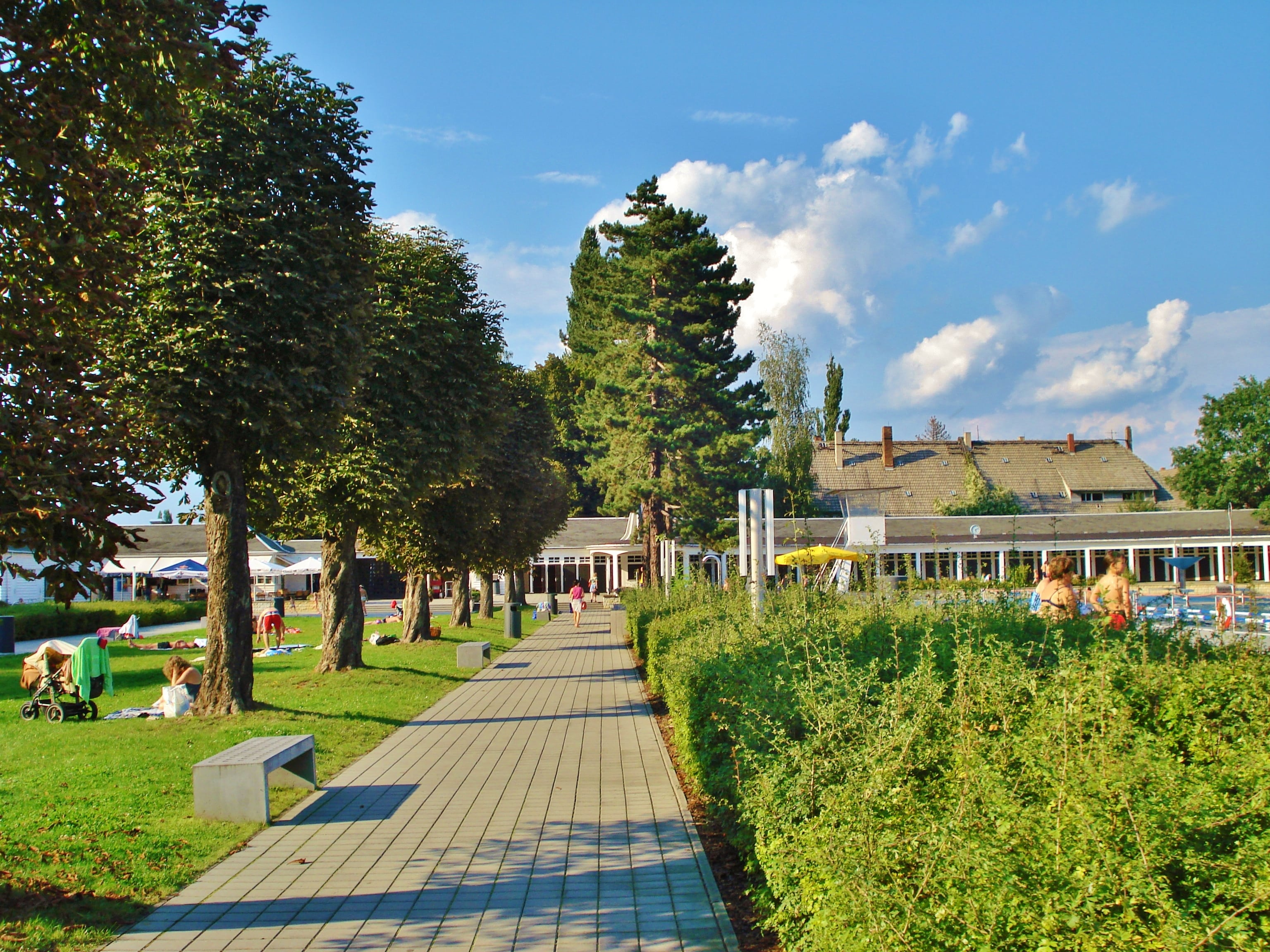
Fußweg
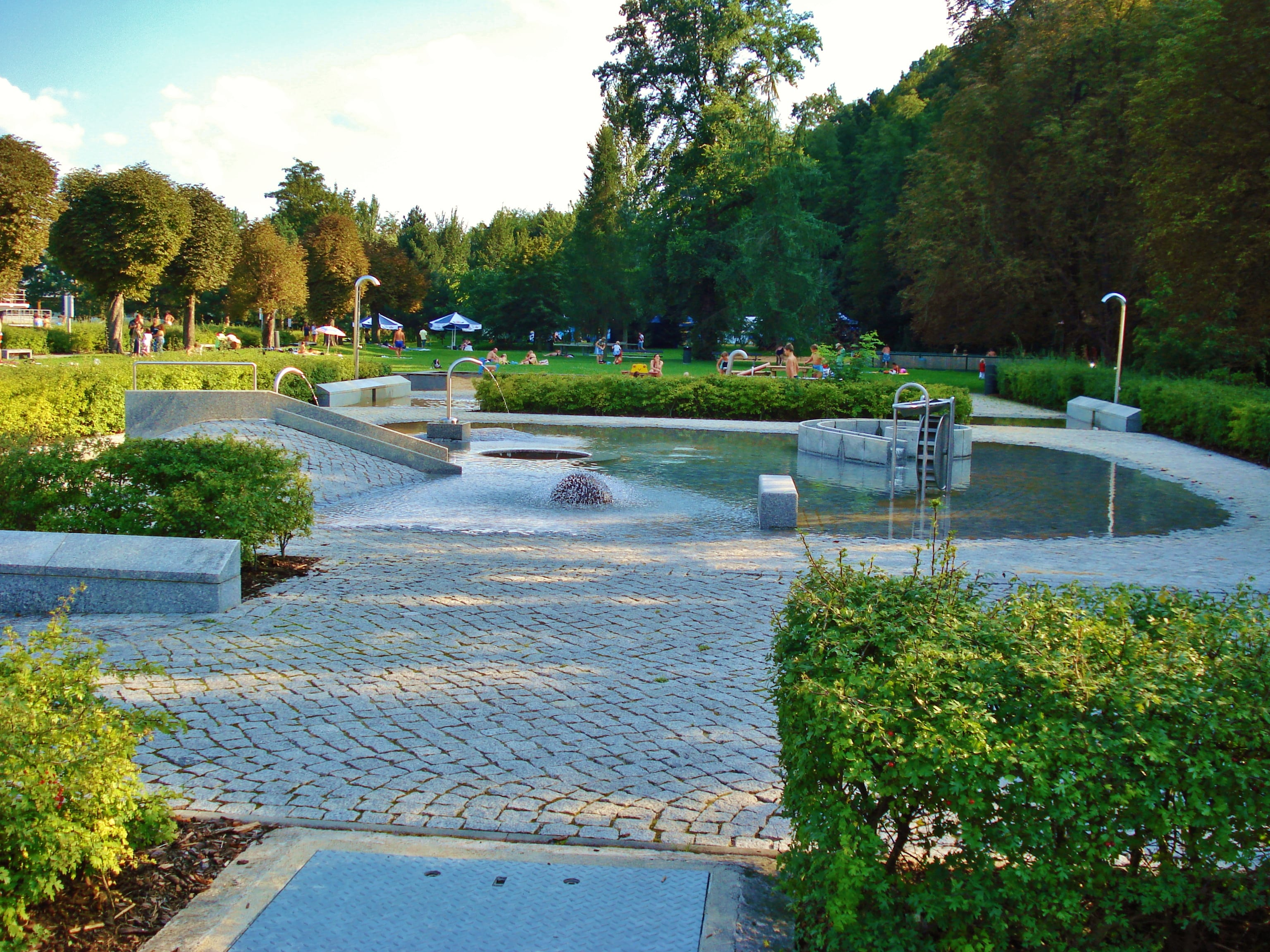
Planschbecken im Freibad
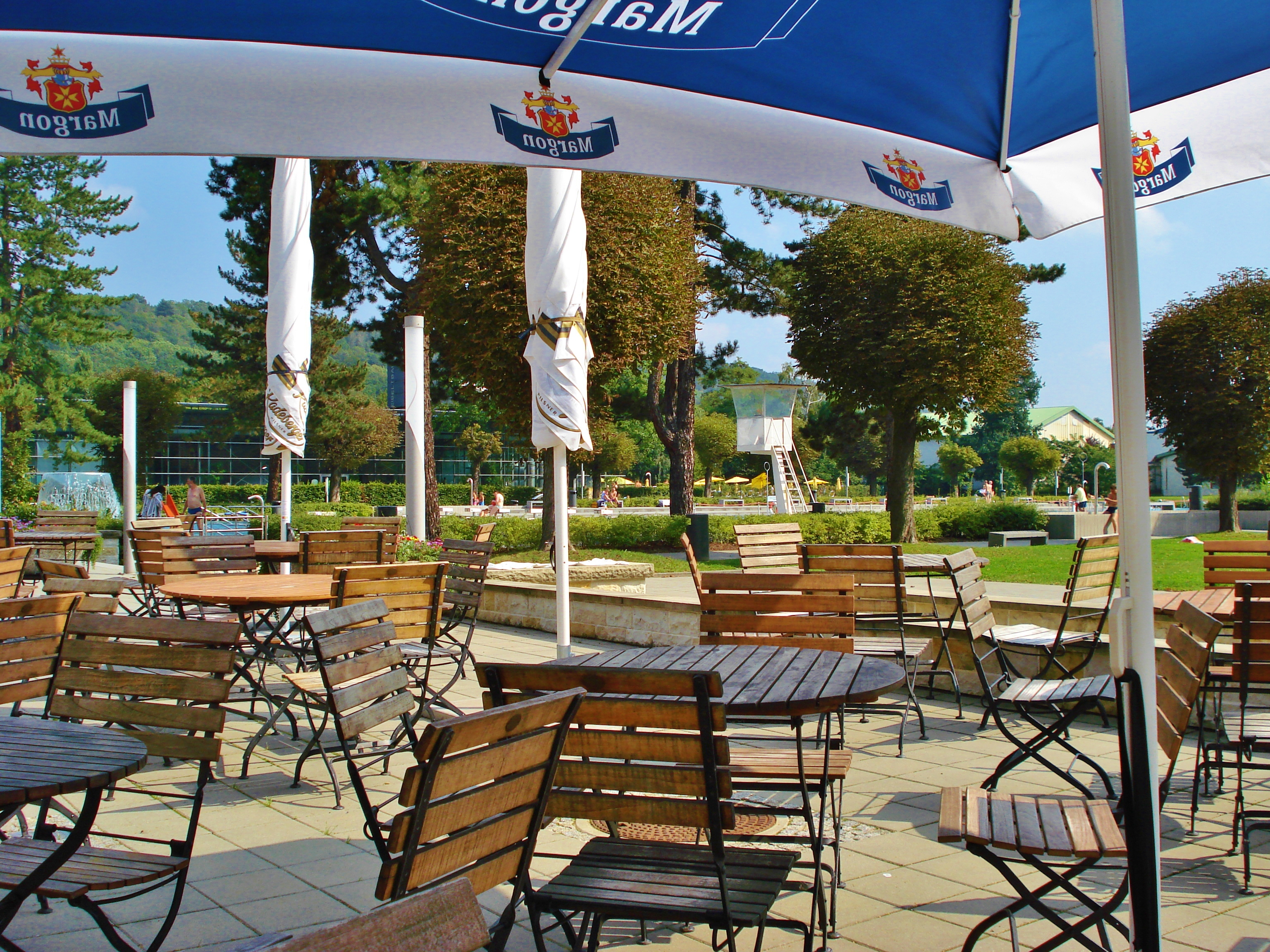
Imbiss-Terrasse